# 로제타 셔우드 홀
로제타 셔우드 홀(Rosetta Sherwood Hall, 1865년 9월 19일 ~ 1951년 4월 5일)은 미국의 의료 선교사이며 교육자이다. 여성의과대학으로서는 세계 최초로 1850년에 설립된 미국 필라델피아 드렉설 대학교 의과대학(옛 펜실베니아 여자의과대학)을 1889년 3월에 졸업하였고 1890년부터 조선 최초의 여성전문병원인 이화여자대학교 의료원(옛 보구녀관)에서 이화학당 학생 5명에게 의학교육을 시작하면서 후학을 양성했다. 조선 최초의 양의(洋醫)이자 여의사로 에스더 박을 미국 유학 지원을 통해 성장시켰다. 메리 스크랜턴(Mary F. Scranton)이 설립한 이화여대 의료원에서 의료사역에 힘쓰며 43년간 조선 여성의 건강권 보장에 선구자 역할을 하였다. 평양맹아학교(平壤盲啞學校)를 설립하는 등 평양에서도 많은 활약을 하였다. 또 한글 점자를 최초로 사용하기도 했다.

## 자서전
- 로제타 셔우드 홀, 《The Clocks class for blind girls》 'Korea Mission Field' 2 (No.9, 7월), 1906년, p.175 ~ 76.
- 로제타 셔우드 홀, 《Life of Rev. William James Hall: Medical Missionary to the Slums of New York, Pioneer Missionary to Pyong Yang, Korea》, 1990년
- 로제타 셔우드 홀 著, 김동열 옮김, 《닥터 홀의 조선회상(with stethoscope in Asia; Korea)》, 동아일보사, 1984.